# Elmar Gerum
Elmar Gerum (* 11. September 1946) ist ein deutscher Wirtschaftswissenschaftler.

## Berufliche Laufbahn
Gerum ist ein Schüler von Horst Steinmann. Er studierte von 1968 bis 1974 Betriebswirtschaftslehre und Rechtswissenschaften an der Universität Erlangen-Nürnberg. 1979 promovierte er zum Dr. rer. pol. Von 1982 bis 1989 war er
Professor für Betriebswirtschaftslehre an der Hochschule für Wirtschaft und Politik in Hamburg, von 1989 bis 1994 hatte er den Lehrstuhl für Organisationslehre an der Heinrich-Heine-Universität Düsseldorf inne, und seit 1994 den Lehrstuhl für Allgemeine BWL, Organisation und Personalwirtschaft an der Philipps-Universität Marburg. Inzwischen ist er emeritiert.

## Werke (Auswahl)
- Das deutsche Corporate Governance-System. Eine empirische Untersuchung, Stuttgart 2007.
- Mitbestimmung und Corporate Governance, Gütersloh 1998.